# Квітневе (Любарська селищна громада)
Квітневе (раніше — Гізівщинський фольварок, до 2016 року — Ленінське) — село в Україні, у Любарській територіальній громаді Житомирського району Житомирської області. Населення становить 96 осіб (2001).

## Географія
Село розташоване на правому березі річки Осира.

## Населення
Наприкінці 19 століття в поселенні налічувалося 16 мешканців, дворів — 4.

### Мова
Розподіл населення за рідною мовою за даними перепису 2001 року:
| Мова       | Кількість | Відсоток |
| ---------- | --------- | -------- |
| українська | 96        | 100 %    |

## Історія
Наприкінці 19 століття — хутір Деревицької волості Новоград-Волинського повіту Волинської губернії. Належав до православної парафії у Гізовщині.
10 березня 2017 року включене до складу новоутвореної Любарської територіальної громади Любарського району Житомирської області. Від 19 липня 2020 року, разом з громадою, в складі новоствореного Житомирського району Житомирської області.